# Thomas Goschke
Thomas Goschke (* 14. April 1958 in Dortmund) ist Professor für Allgemeine Psychologie und Dekan der Fakultät Psychologie an der Technischen Universität Dresden. Er gilt als wichtiger Vertreter der Volitionspsychologie.

## Leben
Goschke studierte von 1979 bis 1987 Psychologie und Philosophie an der Universität Bochum. Anschließend arbeitete er bis 1993 als wissenschaftlicher Mitarbeiter an der Universität Osnabrück, wo er 1992 promovierte. Dort arbeitete er bis 1999 als wissenschaftlicher Assistent und anschließend ein Jahr lang als Oberassistent. Goschke habilitierte sich 1999 für das Fach Psychologie.
Von 2000 bis 2002 war er Gastwissenschaftler der Abteilung Kognition & Handlung am Max-Planck-Institut für psychologische Forschung in München. Im April 2002 wurde er an die Professur für Allgemeine Psychologie der TU Dresden gerufen.